# Therese von Sachsen-Hildburghausen

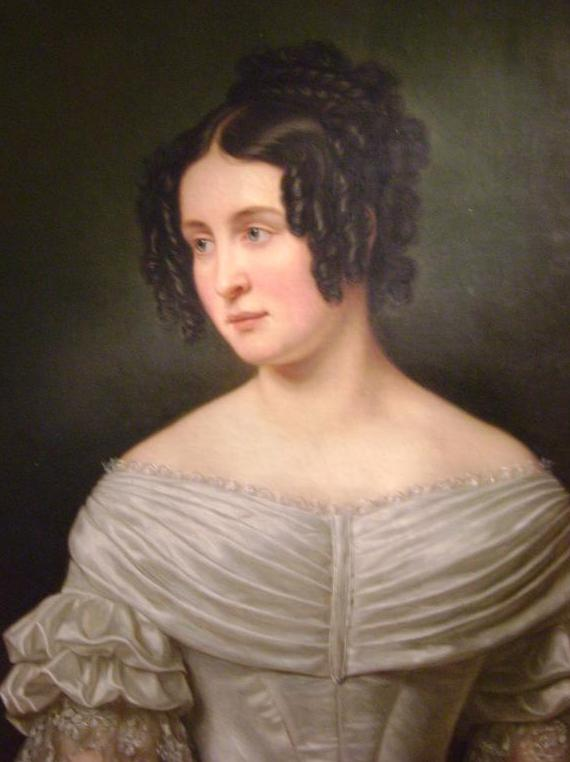
Prinzessin Therese von Sachsen-Hildburghausen, Kopie nach einem Gemälde von Joseph Karl Stieler, um 1810

Therese Charlotte Luise Friederike Amalie von Sachsen-Hildburghausen (auch Therese von Bayern; * 8. Juli 1792 in Seidingstadt; † 26. Oktober 1854 in München) war eine Prinzessin von Sachsen-Hildburghausen und durch ihre Heirat mit Ludwig I. seit 1825 Königin von Bayern.
Therese, evangelisch aufgewachsen in der „großzügigen, europäisch orientierten Gesellschaft des alten Reiches“, heiratete, beinahe Gemahlin Napoleons, 1810 den bayerischen Kronprinzen Ludwig. Trotz der Repressalien gegen die evangelische Kirche während des Ultramontanismus in ihrer neuen Heimat blieb sie bis zu ihrem Lebensende ihrer Konfession treu.
Aus Anlass ihrer Hochzeit begeht man bis heute das Oktoberfest auf der Theresienwiese. Die politisch kluge Therese war ihrem Mann und auch ihrem Lieblingssohn Otto, König von Griechenland eine wichtige Ratgeberin. Idealisiert zur mustergültigen, fügsamen Gattin und guten Mutter sowie zur tugendhaften Königin, die sich der Wohlfahrt widmete, war Therese bei der bayerischen Bevölkerung äußerst beliebt.

## Herkunft und Familie
Therese stammt aus dem 1826 in Haus Sachsen-Altenburg umbenannten Haus der Herzöge von Sachsen-Hildburghausen, einer ernestinischen Nebenlinie der Wettiner. Diese hatten Hildburghausen 1680 zur Residenz gewählt und das Land in den kommenden vier Generationen finanziell so heruntergewirtschaftet, dass 1769 eine kaiserliche Debitkommission zur Untersuchung der Forderungen der Gläubiger und Regulierung der Einnahmen und Ausgaben gebildet werden musste. Als diese 1806, in Thereses vierzehntem Lebensjahr, ihre Arbeit beendete, waren die Verhältnisse immer noch nicht vollständig geordnet.
Therese war das sechste Kind des Herzogs Friedrich von Sachsen-Hildburghausen (1763–1834) und dessen Ehefrau Prinzessin Charlotte (1769–1818), Tochter des Herzogs Karl II. von Mecklenburg-Strelitz. Über ihre Mutter war sie eine Nichte der Königinnen Luise von Preußen und Friederike von Hannover. Die nachmaligen Könige von Preußen Friedrich Wilhelm IV. und Wilhelm I., König Georg V. von Hannover sowie die Zarin Alexandra Fjodorowna waren Cousins und Cousine der Prinzessin.

## Leben

### Kindheit und Jugend

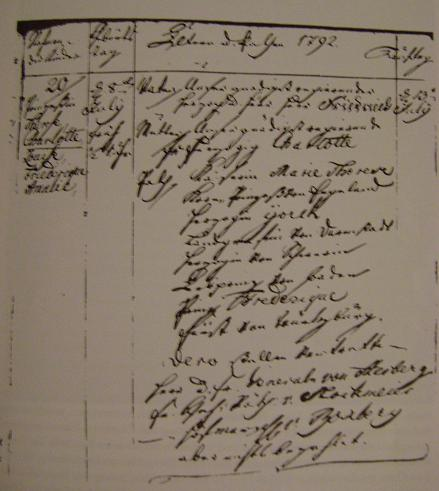
Eintragung von Geburt und Taufe der Prinzessin Therese 1792 im Hofkirchenbuch 1776–1795 (Kirchgemeinde Hildburghausen)

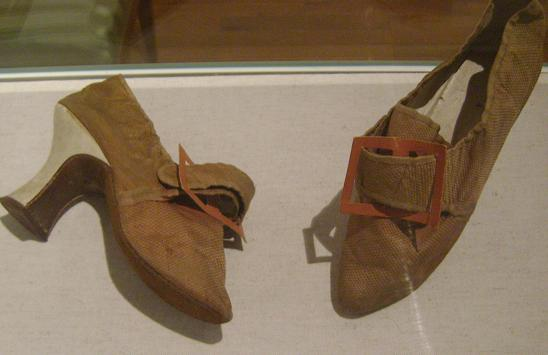
Kinderschuhe, die Prinzessin Therese um 1800 bei einer Aufführung von Rotkäppchen im Hildburghäuser Theater trug (Stadtmuseum Hildburghausen)

Therese wurde auf dem Sommersitz des herzoglichen Hofes geboren – dem heute nicht mehr existierenden Jagdschloss Landséjour in Seidingstadt in der Nähe von Hildburghausen. Bei der Taufe am 13. Juli 1792 durch den Oberhofprediger Andreas Genßler erhielt die Prinzessin den Namen der Kaiserin Maria Theresia, da der Hof in jener Zeit den Habsburgern nahestand, was wohl auf das Wirken des Prinzen Joseph Friedrich von Sachsen-Hildburghausen zurückzuführen sein dürfte, der ein enger Freund der Kaiserin und Mentor von Thereses Vater gewesen war. Taufpaten der Prinzessin waren die Herzogin von York, die Landgräfin Louise Henriette von Hessen-Darmstadt, der Erbprinz Ludwig von Baden, „Prinz Frederique“ sowie der Fürstbischof von Würzburg.
Die Prinzessin wuchs mit ihren Geschwistern Charlotte, Joseph, Luise, Georg, Friedrich und Eduard im Schloss von Hildburghausen auf. Die Ehe ihrer Eltern galt als unglücklich. Als sich Thereses Urgroßmutter Prinzessin George 1792 in Hildburghausen aufhielt, bemerkte sie über Herzog Friedrich: „[…] der von seinen Pflichten lediglich die eheliche mit Eifer betreibt. Charlotte, die diesen Mann nie geliebt hat, ist unentwegt schwanger.“ Schwanger war Charlotte zu jenem Zeitpunkt mit Therese.
Die reduzierte Zivilliste der kaiserlichen Zwangsverwaltung von Herzog Friedrich bedeutete für Therese und ihre Geschwister eine eher entbehrungsreiche Kindheit. Fleisch gab es nur selten, im Hofwaschhaus fehlte es an Seife, und ein Hofball musste einmal vorzeitig beendet werden, weil die ausgebrannten Kerzen nicht erneuert werden konnten. Als Thereses Tante Luise zusammen mit ihrem Mann, König Friedrich Wilhelm III. von Preußen, erstmals 1803 zu Besuch in Hildburghausen weilte, wurde von den Verwaltern ein Geldbetrag bewilligt, um Wege auszubessern und die „Meubles“ in den Schlosszimmern zu erneuern.
Thereses Mutter, die kunstsinnige und intelligente Herzogin Charlotte, verstand es jedoch, das geistige Leben der Residenz zu fördern. Sie lockerte die Etikettevorschriften und holte Musiker, Maler und Dichter an den Hof, unter anderem den Schriftsteller Jean Paul, dem sie 1799 den Titel eines Legationsrates verlieh und der sich mit einer ihrer Hofdamen verlobte. Hildburghausen wurde zu Charlottes Zeiten auch in Anspielung auf die Weimarer Klassik als „Klein-Weimar“ bezeichnet. Zu den Dichtern, die dem Ruf der Herzogin nach Hildburghausen gefolgt waren, gehörte auch Friedrich Rückert, der Therese und ihren Schwestern Charlotte und Luise sein Gedicht Mit drei Moosrosen widmete, das mit folgenden Zeilen beginnt:
Drey Schwesterblüten, einer Wiege Kinder,
Entstammend eines Mutterschoßes Moosen,
Bring' ich, dazu erwählter Kränzewinder,
Drey thaugesäugte, duftgenährte Rosen,
Als Bilder jener Dreye, die nicht minder
Zusammenblüh’nd in schwesterlichen Loosen,
Den Rosen selber zuviel Ehr' erweißen,
Wenn sie sich lassen ihres Gleichen heißen.
Erzogen wurde Therese im evangelisch-lutherischen Glauben hauptsächlich von Johanna Nonne (1760–1837) sowie dem Hofprediger Heinrich Kühner (1772–1827). Ihre Jugendjahre verbrachte die Prinzessin in einem kultivierten und liberalen Zuhause, das trotz der Schwierigkeiten der elterlichen Ehe von einem liebevollen Familienleben mit sich nahestehenden Geschwistern geprägt war. Sie wurde in deutscher Literatur der Klassik und der französischen Sprache geschult. Malunterricht erhielt sie vom Hofmaler Carl August Keßler, und Klavier lehrte Johann Peter Heuschkel, der auch Carl Maria von Weber Unterricht erteilte.

### Ehekandidatin
Von ihrer Familie ursprünglich als Gemahlin ihres Onkels Georg vorgesehen, stand Therese auf der Liste der Prinzessinnen, die sich Napoleon 1809 hatte zusammenstellen lassen, um als selbsternannter Kaiser in ein altes europäisches Fürstenhaus einzuheiraten.

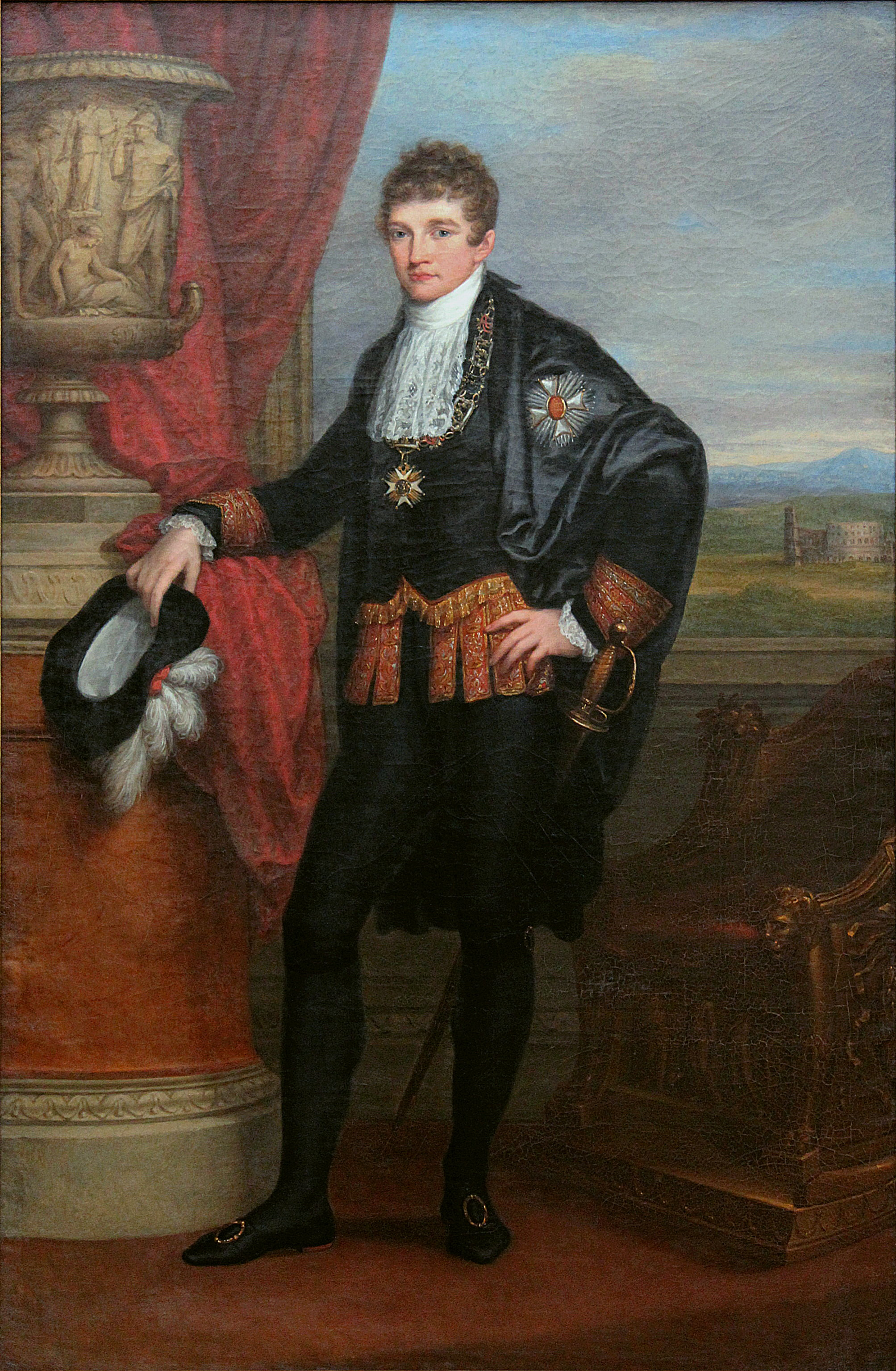
Ludwig von Bayern in seiner Kronprinzenzeit, Ölgemälde von Angelika Kauffmann, 1807, Sammlung Neue Pinakothek, München

Doch hatte sich Kronprinz Ludwig von Bayern schneller für Therese entschieden. Zum einen fürchtete der Prinz, ähnlich wie seine Schwester Auguste, von Napoleon eine Heirat aufgezwungen zu bekommen: „Ich muss unbedingt heiraten. Ist das einmal geschehen, können solche Anschläge auf meine Freiheit von Paris her nicht mehr gemacht werden.“ Zum anderen riet ihm sein Vater Maximilian I. zu der sächsischen Prinzessin aus Hildburghausen: „[…] eine Prinzessin von Hildburghausen […] sei lieb, freundlich und gütig und könnte eine ausgezeichnete Frau abgeben. Freilich, viel Geld und Gut wird sie nicht in die Ehe bringen können, die Kleinheit des in den Rheinbund hineingezwungenen Landes macht aber die Heirat politisch unbedenklich.“
Vom 21. bis zum 24. Dezember 1809 besuchte Ludwig die herzogliche Residenz in Hildburghausen. Seine Eltern folgten zu dieser Zeit einer Einladung Napoleons nach Paris. Der Kronprinz war im Glauben, dass sie mit dem Kaiser über seine Verheiratung mit einer französischen Prinzessin verhandelten. Bei der Wahl zwischen den Prinzessinnen Therese und Luise entschied er sich für Therese, obwohl ihre Schwester die hübschere der beiden gewesen sein soll. Im Januar 1810 gab Ludwigs Vater von Paris aus seine Zustimmung zur Wahl seines Sohnes und ließ durchblicken, dass Napoleon selbst entschlossen gewesen war, Prinzessin Therese zu heiraten: „In dem Publicum ging acht Tage lang die Rede, der Kaiser würde Deine zukünftige Frau heirathen. Stelle Dir meine Angst vor, auch wie er mir auf einem Ball bey Savari selbst davon anfing zu sprechen.“
Am 12. Februar 1810 erfolgte die Verlobung in Hildburghausen, während sich Ludwigs Eltern immer noch in Paris aufhielten. Spätestens beim Verlobungsball, so kann man dem regen Briefverkehr von Braut und Bräutigam entnehmen, schien sich der leicht entflammbare Ludwig vollends in Therese verliebt zu haben. Die von ihm gewünschte schnelle Eheschließung verzögerte sich jedoch, da noch ein detaillierter Ehevertrag ausgehandelt werden musste, was hauptsächlich in der verschiedenen Konfession der Verlobten und dem Unwillen Thereses zum Glaubenswechsel begründet war.
Zur feierlichen Anwerbung der Braut erschien der bayerische Gesandte Freiherr Karl Ludwig von Keßling in Hildburghausen. Am 23. Juni 1810 erfolgte die offizielle Werbung bei Hof und Therese erhielt als Brautgeschenk ein mit Brillanten besetztes Porträt des Bräutigams. Die Prinzessin reiste mit ihren Eltern und ihrer Schwester am 6. Oktober nach München ab. Therese wurde in Hildburghausen festlich verabschiedet. Friedrich Rückert verfasste zu diesem Anlass das Hochzeits- und Abschiedsgedicht An eine fürstliche Braut. Aus Anlass dieser feierlichen Verabschiedung wird seit Anfang der neunziger Jahre in Hildburghausen jährlich das Theresienfest gefeiert, welches sich inzwischen zum größten Volksfest Südthüringens entwickelt hat.
Die Reise ging über Bamberg, wo der Empfang durch Herzog Wilhelm in Bayern stattfand, nach Regensburg, wo die Familie mit Kanonendonner begrüßt wurde und in St. Emmeram bei Thereses Tante, Therese Mathilde Fürstin von Thurn und Taxis, weilte. Thereses Vater Friedrich wurde hier der Hubertusorden verliehen und Therese wurde ihrem künftigen Oberhofmeister Graf Fabrizio Evaristo Pocci (1766–1844) vorgestellt, der einen sehnsuchtsvollen Brief Ludwigs zu überreichen hatte.

### Hochzeit, Theresienwiese und Oktoberfest
Am Morgen des 12. Oktober 1810 beging die königliche Familie die Namenstagsfeier König Maximilians I. in der St. Michaelskirche. Am Abend wurden Ludwig und Therese, die zu diesem Zeitpunkt von starken Zahnschmerzen geplagt wurde, in der Hofkapelle der Residenz in München getraut. Die Vermählung war die erste Fürstenhochzeit in München seit 1722. Das erst vier Jahre alte Königreich Bayern hatte Gelegenheit, sich im Laufe des fünf Tage dauernden, aufwendig betriebenen Hochzeitsfestes glänzend zu präsentieren.

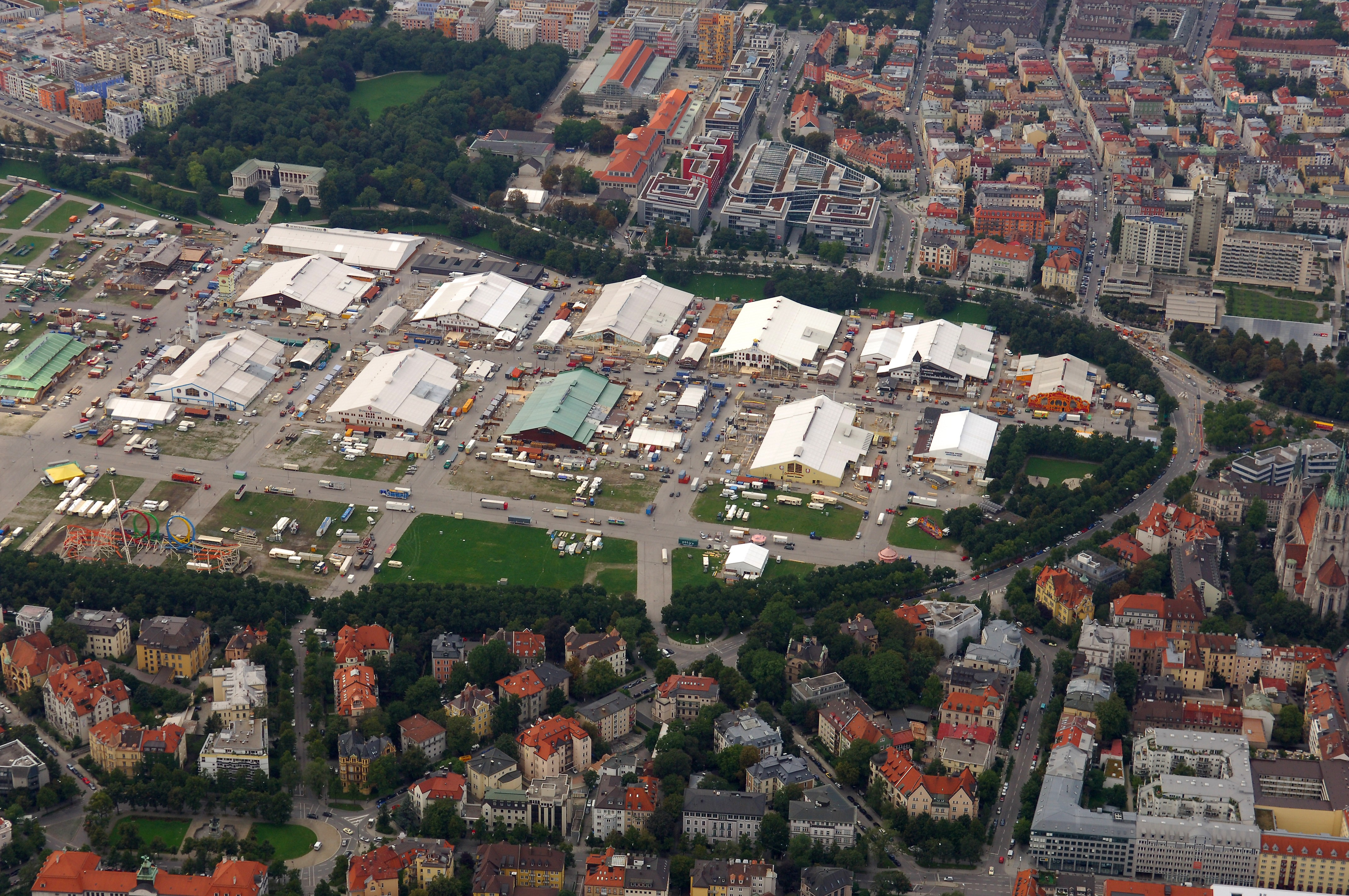
Theresienwiese in München mit Wiesn-Aufbau, 2006

Die Feierlichkeiten begannen am 13. Oktober auf dem Max-Joseph-Platz. Die Stadt wurde illuminiert, Volksfest, Oper mit freiem Eintritt, musikalische Akademie, Schauspiel und Ball schlossen sich an.
Auf der Fläche vor dem Sendlinger Tor, „seitwärts der Straße, die nach Italien führt“, fand anlässlich der Hochzeit am 17. Oktober ein großes Pferderennen der National-Gardekavallerie statt. Therese hatte sich zu diesem Anlass bereits in Hildburghausen ein Kleid in den bayerischen Nationalfarben anfertigen lassen, und das Paar wurde von neun Bauernpaaren der neuen Regierungsbezirke des bayerischen Königreiches in ihren Trachten begrüßt. Das Areal wurde zu Ehren der Kronprinzessin „Theresenwiese“ genannt. Ein Jahr später wiederholte man die Feierlichkeiten, und seitdem findet auf der heutigen Theresienwiese das alljährliche Oktoberfest statt.
Die anfängliche Euphorie Ludwigs für seine Frau war zum Zeitpunkt der Hochzeit allerdings leidlich verflogen. Schon nach dem Ball, der sich besagtem Pferderennen anschloss, verabschiedete sich Therese wegen Unwohlsein vorzeitig in die Residenz und Ludwig kehrte ohne sie wieder zurück. In seinem Tagebuch schrieb er: „[…] ich tat es, um meine Freiheit zu zeigen, und damit meine Frau nicht glaube, ich müsse, weil sie es getan, wegbleiben.“ An seine Schwester Charlotte schrieb er: „[…] aber leidenschaftslos verehelichte ich mich, es mag vorteilhafter sein für die Zukunft.“
Das Land Sachsen-Hildburghausen hatte mit den Kosten für die Hochzeit und die Aussteuer der Braut eine schwere Bürde zu tragen. Noch ein Jahr später war die Hochzeit nicht voll bezahlt. Thereses Vater, Herzog Friedrich, vermerkt am 26. Juni 1811, dass er sich außerstande sehe, die Hochzeit aus dem laufenden Etat zu bezahlen.

### Bayerische Kronprinzessin

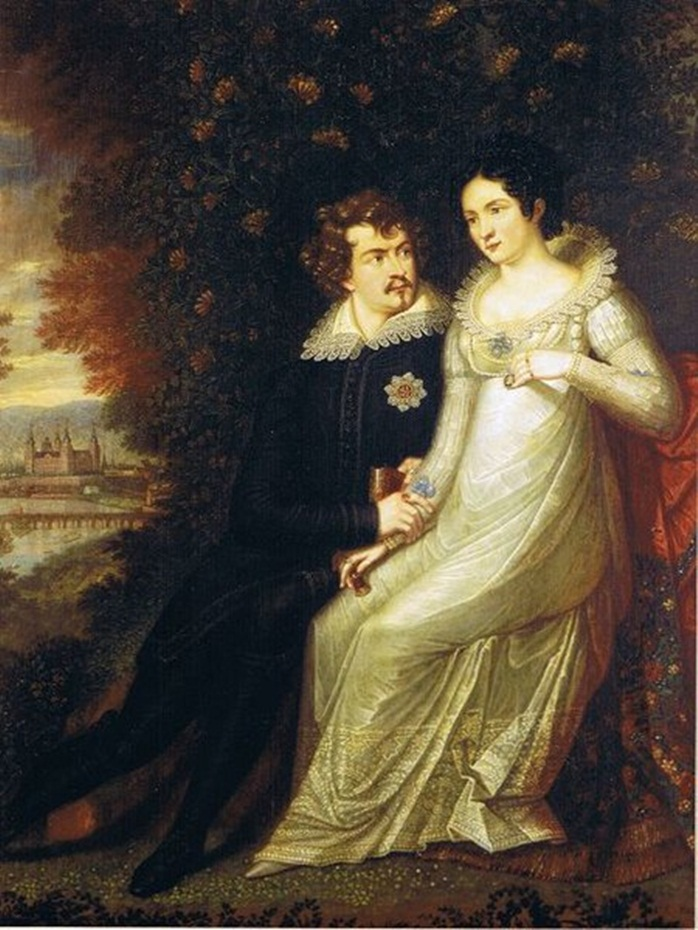
Therese und Ludwig als Kronprinzenpaar vor Schloss Johannisburg, Gemälde von Franz Theodor Berg, 1818

Nach der Ernennung des Kronprinzen zum Generalgouverneur des Inn- und Salzachkreises residierte das Paar in Innsbruck und auf Schloss Mirabell in Salzburg. Therese bevorzugte Salzburg, wo auch ihr Sohn Otto zur Welt kam. Am Jahrestag der Völkerschlacht 1814 organisierte sie eine Armenspeisung und wurde Patronin des „Frauen-Vereins Salzburg“. Nachdem der Kreis 1816 an Österreich gefallen war, bezogen Ludwig und Therese Residenz in Würzburg, wo Therese sich der evangelischen Gemeinde von St. Stephan anschloss. Zeitweise lebten sie auch auf Schloss Johannisburg in Aschaffenburg. Den Sommer verbrachten die Eheleute in Bad Brückenau. Häufig nahm das als attraktiv geltende Kronprinzenpaar gemeinsam öffentliche Termine wahr.
In ihrer Kronprinzessinnenzeit gebar Therese sieben ihrer neun Kinder, darunter auch den Erbprinzen Max Joseph, der auf ausdrücklichen Wunsch ihres Schwiegervaters in München geboren wurde.
1813 und 1815 war Therese in ihre Heimatstadt gereist. 1815 besuchte sie mit ihrer Mutter Freiherrn Christian Truchseß von Wetzhausen auf Bettenburg (1755–1826), einen engen Freund der herzoglichen Familie in Hildburghausen und Pate des Prinzen Eduard. Beim Empfang der Gäste hatte Truchseß, zur Bestürzung der bayerischen Entourage, die rangniedrigere Mutter Charlotte zuerst in die Burg führen wollen, die dies mit Verweis auf ihre Tochter ablehnte. Der Truchseß erwiderte darauf: „Hoheit wollen gnädigst verzeihen, solange die Burg hier steht, hat zu allen Zeiten die Mutter den Vortritt vor der Tochter gehabt.“ Therese rettete die Situation geschickt, indem sie den anderen Arm des Freiherrn ergriff und man zu dritt durchs Burgtor ging.
Ebenfalls im Jahr 1815 weilte Ludwig mit seinen Eltern beim Wiener Kongress. Die mit Otto hochschwangere Therese blieb in Salzburg. Ohne politische Aufgabe gab sich der Kronprinz jeglichen Vergnügungen hin und sprang in seinem Umgang mit Frauen in Wien „von Blüte zu Blüte“.
Therese und ihr Mann nahmen 1821 zusammen mit 30.000 Zuschauern an der Grundsteinlegung der Konstitutionssäule in Gaibach teil. Das Ereignis wurde durch den späteren Hofmaler Peter von Hess in einem Gemälde festgehalten.

### Königin von Bayern

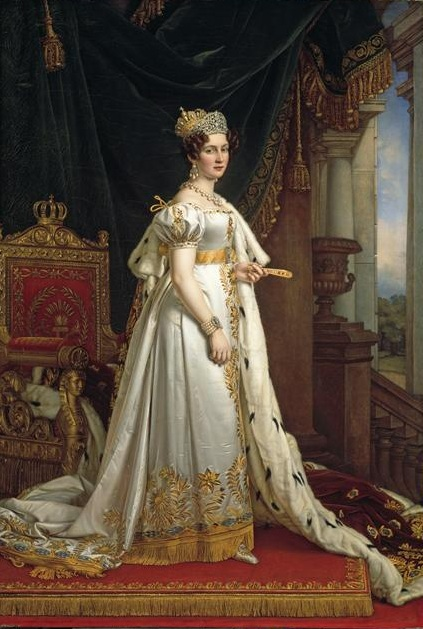
Königin Therese von Bayern im Krönungsornat, Ölgemälde von Joseph Karl Stieler, 1825

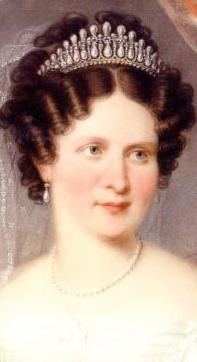
Königin Therese mit dem sogenannten Liebesknotendiadem, Gemälde von Lorenz Kreul, 1826 (Ausschnitt)

Am 13. Oktober 1825 starb König Maximilian I. Joseph. Somit wurden Ludwig und Therese König und Königin von Bayern. Im bayerischen Königsreich, das von 1806 bis 1918 dauerte, gab es keine Krönungszeremonien; allerdings existiert ein Gemälde Joseph Karl Stielers, das Therese, als einzige bayerische Königin, im Krönungsornat zeigt. Sie trägt darauf die Krone der bayerischen Königin. Das vorgesetzte Diadem stammt aus der Werkstatt des Juweliers Nitot, der auch die Kaiserkrone Napoleons I. sowie die Insignien der Joséphine de Beauharnais gefertigt hat; das Ornat ist ebenfalls an das der französischen Kaiserin angelehnt.
Bei einer Reise des Königspaares 1829 durch die seit 1816 bayerische Rheinpfalz trat Therese verstärkt in die Öffentlichkeit. Auch privat reiste die Königin viel, unter anderem mehrfach nach Hildburghausen und Altenburg, der neuen Residenz ihres Vaters und später ihrer aufeinanderfolgend regierenden Brüder Joseph und Georg.
1827 stiftete Therese den Theresienorden, den vornehmsten Damenorden in Bayern, der sich die Armenversorgung zum Ziel setzte. Die Königin, die sich immer der Wohlfahrt gewidmet hatte und in deren Ausgabenlisten häufig Aufwendungen für Arme, Witwen, Waisen und Hospitäler enthalten sind, war Protektorin zahlreicher sozialer Vereine und Gesellschaften. Von Bedeutung war ihr Engagement im „Frauenverein für Kleinkinderbewahranstalten“. Mit einer der Gründerinnen, Auguste Escherich, einer aus ihrer Sicht „einfachen Frau aus dem Volk“, verband sie ein freundschaftliches Verhältnis. Für den Umgang mit ihr hatte sie die Erlaubnis des Königs einzuholen. Bei einem Besuch im Haushalt von Auguste Escherich bekannte die Königin, noch nie eine Küche gesehen zu haben, und musste sich in dem Gebrauch von Töpfen und Pfannen unterweisen lassen.
Berichtet wird von der Anteilnahme der Königin am Schicksal des Kaspar Hauser. Zu der von ihr gewünschten Begegnung mit Hauser kam es im August 1833 während des achten königlich-bayerischen Nationalfestes in Nürnberg. Vorgesehen war das Treffen mit dem Königspaar auf dem Schmausenbuck, tatsächlich fand es bereits anlässlich eines „ländlichen Frühstücks“ in der Gemäldegalerie der St.-Moritz-Kapelle statt. Dort soll Kaspar Hauser von Therese gewünscht haben, „es möge doch bekannt gemacht werden, dass jenem, der ihn gefangen hielt, nichts zuleide geschehen werde“, denn „dies sei das einzige Mittel, sein Leben vor Meuchelmördern sicherzustellen“. Eine Äußerung, die sie erst nach dem Tode Hausers dessen „Spezialkurator“, dem Gendarmerieoffizier Josef Hickel, bei einer Audienz am 4. Januar 1834 anvertraute. Kurz zuvor notierte Ludwig I. in einem Tagebucheintrag: „Von Therese vernahm ich, unser zukünftiger Schwiegersohn habe sich (leider erst jezo) geäußert, als er zu Schmausenbuck bey Nürnberg den 27. August mit uns Kaspar Hauser gesehen, sey ihm desselben Ähnlichkeit mit dessen Augen [ Großherzog Karl von Baden ] und einer Cousinen von Baden [ Marie Amalie von Baden ] aufgefallen, daß er die Farbe verändert habe“. Die vermeintliche Ermordung Kaspar Hausers hatte in München das schon länger kursierende Gerücht, er sei in Wahrheit ein badischer Erbprinz gewesen, neu entfacht.
Am 19. März 1848 dankte Ludwig I. im Rahmen der Lola-Montez-Affäre zugunsten seines Sohnes Maximilian ab. Prinz Luitpold schrieb seinem Bruder Otto nach Griechenland: „[…] dass unsere geliebte Mutter in dieser schweren Zeit wie ein Engel sich bewährte, brauche ich Dir nicht zu schreiben!“
Die Enthüllung der Bavaria auf der Theresienwiese 1850, am 40. Jahrestag des Oktoberfestes, wurde für das ehemalige Königspaar ein Huldigungsfest. Schon beim Guss des Kopfes, sechs Jahre vorher, war das Königspaar anwesend. Ferdinand von Miller hatte dreißig Arbeiter im Kopf versteckt, die nach einem Hochruf auf den König aus dem Inneren nacheinander herausstiegen, was den König zum mehrfachen Ausruf „Theres! Noch einer!“ veranlasste.

#### Politik und Diplomatie
Geschätzt hat der König Thereses politischen Verstand. Sie zeigte Interesse für die Staatsgeschäfte und galt als politisch äußerst kluge Gefährtin Ludwigs. Wann immer der König fern von München war, informierte sie ihn über die Vorgänge am Hof und im Land. Im März 1830 legte sie ihm dabei vergleichende Zeitungsartikel des französischen Journal des Débats und deutscher Blätter bei und machte ihn auf die sich abzeichnende Julirevolution in Frankreich aufmerksam. Sie vertrat die Ansicht, dass der König, im Interesse seiner Untertanen, „alles wissen“ müsse, was im Land vor sich ging. Auch ihren Sohn Otto in Griechenland informierte sie über das politische Geschehen in der Heimat.
Als Sohn Otto 1832 zum König von Griechenland gewählt wurde, drängte Therese ihren Mann, sich auch dessen Meinung zum Thema anzuhören. Sie warnte Ludwig ferner vor Friedrich Thiersch, den sie für zu liberal, und Karl Wilhelm von Heydeck, den sie in Griechenland für zu unbeliebt hielt.
Im Jahr 1838 war es zu Verstimmungen mit dem russischen Zaren Nikolaus I. gekommen, der sich wünschte, dass seine Tochter Olga mit dem bayerischen Thronfolger Maximilian vermählt werden sollte. Therese, die zu ihrem ältesten Sohn erst spät einen emotionalen Zugang fand, lehnte nach anfänglicher Begeisterung für dieses Eheprojekt die Verbindung jedoch ab, genau wie auch Ludwig I. und Maximilian selbst, der für Olga nach einem Treffen in Berlin nichts empfand. 1844 plante der Zar eine Kur in Bad Kissingen und wünschte sich „keinerlei Sendungen“ durch den bayerischen Hof. Der abwesende Ludwig beauftragte seine Gemahlin, zunächst doch wenigstens ein durch sie unterzeichnetes „Komplimentenschreiben“ für Nikolaus aufzusetzen, verwarf diesen Plan aber wieder. Therese beriet sich in dieser Angelegenheit mit den Ministern Gise und Abel.
Im Geheimen Hausarchiv der Wittelsbacher existieren noch eine Vielzahl von Briefen der Königin an Ludwig I., die auf ihren politischen Inhalt noch nicht ausgewertet wurden.

#### Eheleben

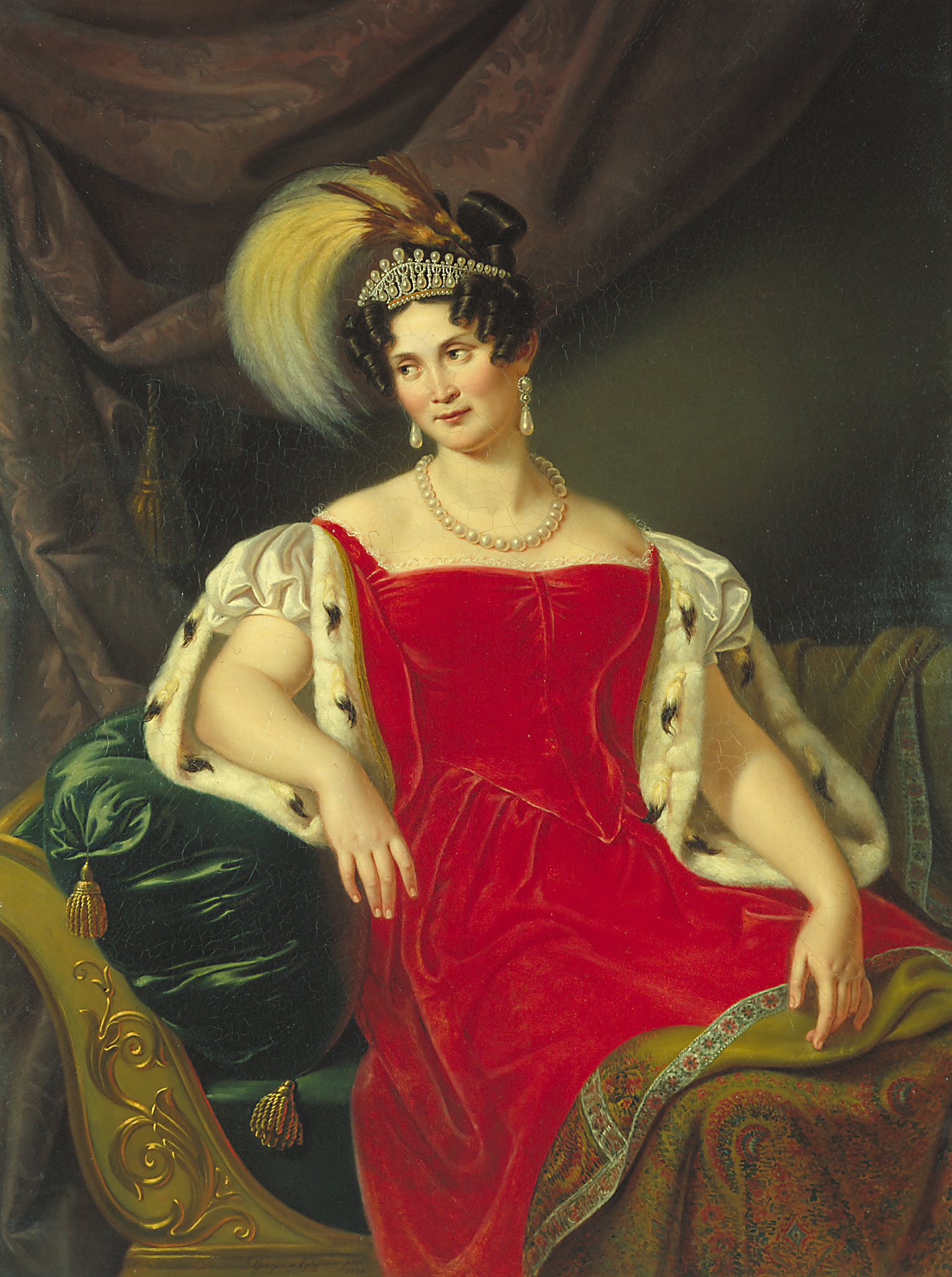
Königin Therese von Bayern, Gemälde von Julie Gräfin von Egloffstein, 1836

Therese war die feinfühlige und treu ergebene Gemahlin eines äußerst schwierigen Mannes, dem eheliche Treue schwerfiel. Sie litt auch unter dem Geiz ihres Gatten, der öffentlich als großer Mäzen auftrat und seine Mätressen fürstlich verwöhnte. Zu ihrem Geburtstag 1847 erhielt Lola Montez vom König, neben anderen Geschenken, einen Barbetrag von 40.000 Gulden. Die Königin erhielt lediglich ein jährliches „Nadelgeld“ von 12.000 Gulden.
Jedes Kleidungsstück, welches die Königin erwerben wollte, musste sie vorher beim König erbitten. Für anstehende Reisen und Kuraufenthalte der Familie verlangte Ludwig einen Kostenvoranschlag mit einer Rückzahlungsvereinbarung, und wenn sich die Königin bei der Kabinettskasse Geld lieh, musste sie einen Schuldschein unterschreiben. Ihrer Freundin Auguste Escherich vertraute sie an, dass ihre finanziellen Mittel nur jeweils bis zum zehnten eines Monats reichten.
Sie duldete viele Eskapaden ihres Ehemannes, der ein äußerst aktives erotisches Temperament besaß. Da sich Ludwigs Liebesleben weitgehend in der Öffentlichkeit abspielte, brachte Thereses Verhalten ihr in der Bevölkerung und auch an den ausländischen Höfen Bewunderung ein. Als der König 1831 seine italienische Geliebte Marianna Marquesa Florenzi an den bayerischen Hof einlud, verließ sie demonstrativ München und reiste nach Hildburghausen. Später schien sie mit Marianna Florenzi ihren Frieden gemacht zu haben, die Marquesa hatte Therese über Ludwig gar ein Medikament gegen ihr Augenleiden überbringen lassen, welches sie auch gebrauchte.
Die 1846 begonnene Affäre mit Lola Montez ging allerdings „ins politische Fahrwasser hinüber und gewann geschichtliche Bedeutung“. Die sonst duldsame Therese reagierte auf das Verhältnis mit der „Spanierin“ angespannt und brachte Diplomaten in Verlegenheit, indem sie im Theater und an der Tafel, für die Öffentlichkeit gut sichtbar, ihrem Gemahl fernblieb. Die Verleihung des Theresienordens an die Mätresse lehnte sie strikt ab. Der König ärgerte sich über die „Kälte und Sprachlosigkeit“ der Königin, die auch die neuen Minister einschloss. Friedrich Wilhelm IV. von Preußen und seine Frau Elisabeth, Ludwigs Halbschwester, die dessen Benehmen „entsetzlich“ fand, nahmen Abstand von einer nach Bayern geplanten Reise, um dem König nicht begegnen zu müssen.
Im Rahmen der anschließenden Eskalation der Ereignisse und nach der Ausweisung der Montez am 11. Februar 1848 stand Therese allerdings wieder loyal zu Ludwig. Nachdem er die „Märzproklamation“ unterschrieben hatte und den Jubel des Volkes entgegennahm, sagte er seiner neben ihm stehenden Frau: „Sie schreien hoch und erniedrigen mich.“
Trotz allem war Ludwig auch ein aufmerksamer Ehemann und warmherziger Familienvater, der seine Frau unbestritten liebte und sich durchaus bewusst war, was er an seiner Gemahlin hatte. So schrieb er 1841: „Keine bessere Mutter gibt es, wie auch keine bessere Frau; unübertroffen ist ihre Liebe, ihre Gewissenhaftigkeit. Hätte ich zu wählen, ich wüßte, in welchem Stande es immer wäre, keine andere, die ich wählen würde, als sie.“

#### Otto, der Lieblingssohn

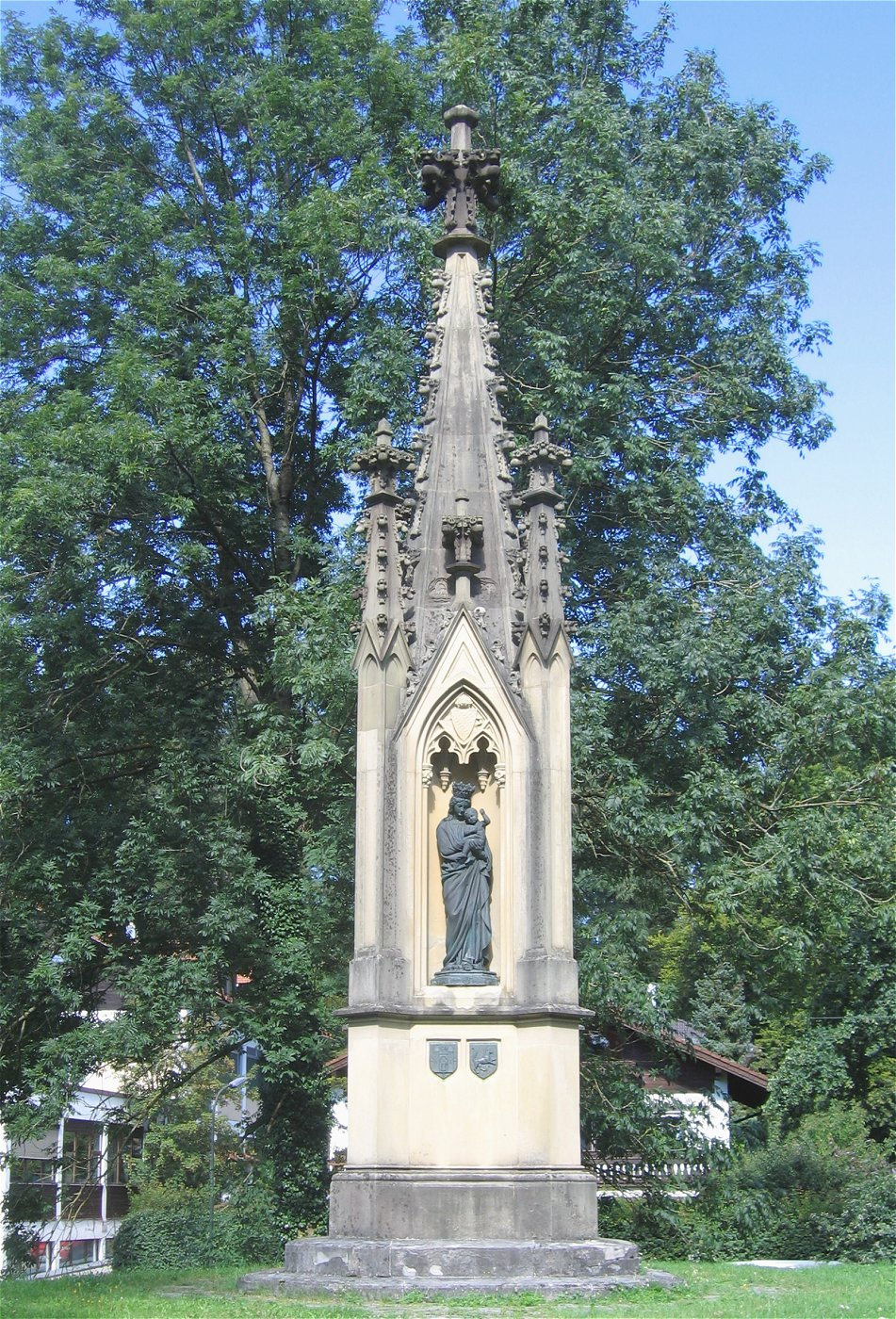
Das Theresienmonument in Bad Aibling bezeichnet die Stelle, an der Königin Therese ihren Sohn Otto nach Griechenland verabschiedete

Otto, das dritte Kind Thereses und Ludwigs, war seiner Mutter sehr ähnlich. Sein Vater stellte später fest, dass er mehr den Altenburgern als den Wittelsbachern glich.
Am 7. Mai 1832 nahm Ludwig I. die angebotene griechische Königskrone für seinen 17-jährigen Sohn an. Am 6. Dezember reiste Otto nach Griechenland. Die Familie begleitete den Prinzen bis in das spätere Ottobrunn, nur Therese fuhr mit Otto noch bis nach Aibling weiter. An der Stelle, wo sich Therese schmerzvoll von Otto trennen musste, entstand später das Theresienmonument. Mit Otto zog auch Thereses Bruder Eduard an der Spitze des 3500 Mann starken Militärkontingents nach Griechenland und wurde Gouverneur von Nauplia.
Nachdem die Königin Nachrichten erhielt, dass Otto freudig von seinen neuen Untertanen aufgenommen worden war, veranstaltete sie am 28. Mai in München eine Armenspeisung. Bis zu ihrem Tod wechselte Therese mit Otto Hunderte von Briefen. Bereits im ersten Brief empfahl Therese einen russischen Major in Ottos Dienst, der trotz griechischer Abstammung für dessen Militärdienst abgelehnt wurde. Therese war darüber verwundert: „Dir und dem Land seiner Väter zu dienen, scheint das Ziel aller seiner Wünsche zu seyn.“ Über den langsamen Postverkehr verärgert, empfahl sie Otto, seine Briefe bayerischen Kaufleuten auf Heimreise mitzugeben.
1835 reiste Ludwig nach Griechenland, um Otto zu besuchen. Seine Frau durfte ihn aufgrund angeblicher gesundheitlicher Probleme nicht begleiten. Wahrscheinlicher nahm Ludwig eine Route über Italien, um seine Geliebte in Perugia aufzusuchen. Therese war über diese Entscheidung in Tränen aufgelöst. Zu einem Besuch der Königin in Griechenland ist es nie gekommen.
1836 besuchte Otto seine bayerische Heimat und verbrachte viel Zeit mit seiner Mutter allein, da sein Vater zu dieser Zeit in Bad Brückenau weilte. Mutter und Sohn fuhren nach Franzensbad. Dort hatte Therese eine Zusammenkunft zwischen Otto und der evangelischen Amalie arrangiert, einer Tochter des Großherzogs Paul Friedrich August von Oldenburg, von der sie glaubte, dass sie charakterlich gut zu ihrem Sohn passen würde. Tatsächlich wurde Amalie für Otto ein „Glücksfall“. Auch mit ihrer nachmaligen Schwiegertochter und zeitweiligen griechischen Regentin führte Therese einen umfangreichen Briefwechsel.
Ottos Scheitern in Griechenland erlebte Therese nicht mehr. Er wurde 1862, acht Jahre nach dem Tod der Königin, entthront.

### Religion
Therese wuchs in einer Familie auf, die tief aus dem evangelischen Glauben lebte. Großen Einfluss auf die Prinzessin hatten dabei ihre Mutter Charlotte und der Hofprediger Heinrich Kühner, bei dem sie auch später noch als Königin während ihrer Besuche in Hildburghausen das Abendmahl nahm. Diese Eindrücke ihrer Kindheit trugen wesentlich dazu bei, dass Therese in katholischer Umgebung zeit ihres Lebens evangelisch blieb.
Der Ehekontrakt zwischen Ludwig und Therese wurde durch den Minister Graf Montgelas ausgearbeitet. Wesentliches Problem war die Verschiedenheit der Konfessionen der künftigen Ehepartner. In diesem Vertrag wurde festgelegt, dass Therese ihren Glauben weiter ausüben durfte. Die Möglichkeit ihrer freien Religionsausübung sollte vom bayerischen König garantiert sowie eine evangelische Kapelle mit eigenem Kabinettsprediger eingerichtet werden. Die gemeinsamen Kinder der Ehe beiderlei Geschlechts sollten im katholischen Glauben aufwachsen und Therese durfte in ihrem Hofstaat evangelische Christen einstellen.
Trotzdem hat es von Ludwigs Seite Versuche gegeben, seine Frau zum Glaubenswechsel zu bewegen. Im Sommer 1821 erkrankte die Kronprinzessin in Bad Brückenau so schwer, dass sie die Sterbesakramente verlangte. Ludwig bestellte den Geistlichen Prinz Alexander zu Hohenlohe-Waldenburg-Schillingsfürst (1794–1849), der angeblich schon Ludwigs Schwerhörigkeit im Rahmen einer Wunderheilung beseitigt haben soll, um für die bereits genesende Therese zu beten. Die anschließende Gesundung der Kronprinzessin führte Ludwig auf das Wirken des katholischen Prinzen zurück und versuchte eindringlich, seine Gemahlin zur Konversion zu überreden. Doch Therese, ihrem Gatten sonst immer treu ergeben, widersetzte sich bis zu ihrem Tod diesem Wunsch.
Während der Regierungszeit Ludwigs wurde, auch mit der Unterstützung des Königs, der Ultramontanismus, dessen Kampf gegen den Liberalismus auch gegen die evangelische Kirche gerichtet war, immer dominierender. Trotz der Toleranz gegen die ersten beiden bayerischen evangelischen Königinnen wurde der Protestantismus in Bayern bedrängt. Die Gleichgültigkeit und Härte gegen die evangelische Kirche gab Ludwig erst auf, nachdem die Beerdigung seiner Stiefmutter Karoline 1841 so würdelos verlief, dass er nach Protesten persönlich einschritt. Auf Anordnung des Erzbischofs Lothar Anselm von Gebsattel war der gesamte katholische Klerus des Kollegiatstiftes in weltlicher Kleidung erschienen. Nach der Einsegnung hatten sich alle evangelischen Geistlichen zurückziehen müssen, im Inneren der Kirche brannte keine einzige Kerze, und der Sarg wurde ohne die üblichen Totengesänge und ohne Gebet in der Gruft abgestellt.

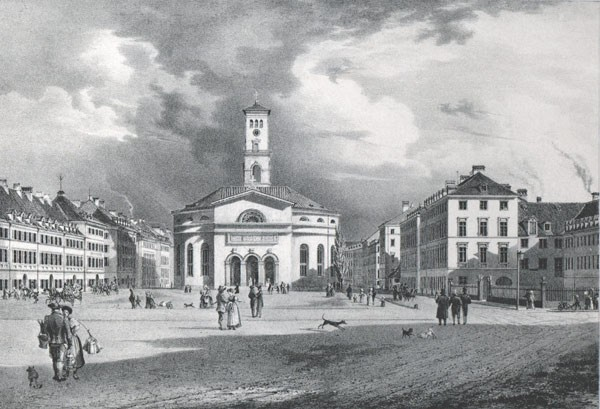
Evangelische Matthäuskirche in München in den 1830er Jahren, Lithographie von Carl August Lebschée

Mit ebendieser Königin Karoline verband Therese ein sehr enges Verhältnis, beide Fürstinnen standen bis zu Karolines Tod in engem brieflichen und persönlichen Kontakt. Sie tätigten gemeinsam Kirchenbesuche und nahmen zusammen das Abendmahl. Die Königinnen hatten regen Anteil an der Entstehung der Matthäuskirche, der ersten evangelisch-lutherischen Pfarrkirche in München, die zwischen 1827 und 1833 erbaut wurde (dieses erste Gebäude wurde 1938 auf Betreiben der Nationalsozialisten abgebrochen). Für dieses Engagement wurde Therese schließlich von Papst Pius VII. die Bestattung im Kloster Scheyern verweigert.
Nach dem Bezug der Villa Ludwigshöhe 1852 verbrachten Ludwig und Therese jeden zweiten Sommer einige Wochen dort.
Während der König in Edenkoben zur Messe ging, fuhr Therese zum Gottesdienst in die evangelische Kirche nach Rhodt unter Rietburg, wo sie einen Kindergarten stiftete. Ihr Sessel mit dem gekrönten Buchstaben „T“ in der Königinnenloge der barocken St. Georgskirche ist dort noch heute zu sehen und wurde 2003 mit Hilfe von Spendengeldern restauriert. Die Straße, die die Königin zur Fahrt in die Kirche nutzte, wurde mit Kastanienbäumen bepflanzt und in Theresienstraße umbenannt.

### Tod
Therese starb am 26. Oktober 1854 als Opfer der Cholera, nachdem sie in München an einem Dankgottesdienst für das Ende einer Epidemie in München teilgenommen hatte, bei der 9000 Opfer zu beklagen waren. König Ludwig schrieb an seinen Sohn Otto am 4. November: „Lieber Otto, Du hast die beste Mutter, ich die beste Frau verloren! […] Innerhalb zwölf Stunden noch ohne Lebensgefahr und tot! […] Sanft wie Deiner Mutter Leben war ihr Sterben, schmerzlos schlummerte sie hinüber […] nach 44jähriger Ehe, in der sie mir immer lieber und lieber wurde, ihrer Fürtrefflichkeit wegen.“ In ihrem 26-seitigen Testament hatte Therese Ludwig, der sie um vierzehn Jahre überlebte, mit liebevollen Worten bedacht. Am ersten Jahrestag ihres Todes verfasste Ludwig das Sonett An meine verklärte Therese. Seiner Schwiegertochter Amalie schrieb er: „Habe den Thron […] Eltern und Geschwister verloren, aber was ist das alles gegen den Verlust meiner Lebensgefährtin!!“
Zunächst wurde Therese in der Fürstengruft der Theatinerkirche bestattet. Ludwig nahm an der Beisetzung seiner evangelischen Gemahlin nicht teil; Erzbischof Karl August von Reisach hatte die Abhaltung der Trauerfeierlichkeiten verweigert. Der Umgang der katholischen Kirche mit der Bestattung einer evangelischen Königin endete bereits bei Königin Karoline im Eklat, dem sich Ludwig vermutlich nicht erneut aussetzen wollte. Als einziger Bundesfürst war Herzog Ernst von Sachsen-Altenburg erschienen, um Abschied von seiner Tante zu nehmen.

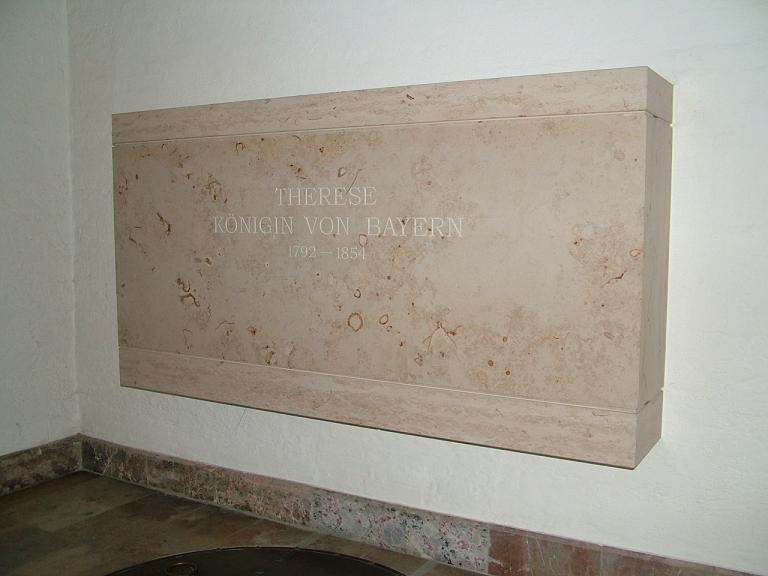
Grab der Königin Therese in der Münchner Abtei St. Bonifaz

1857 wurde Thereses Sarg in der Abtei St. Bonifaz beigesetzt, die Ludwig 1856 zur Grablege des Königshauses bestimmt hatte. Der Grundstein der Abtei war 1835 anlässlich von Ludwigs und Thereses Silberhochzeit gelegt worden. Die Verbringung des Herzens der evangelischen Königin in die Gnadenkapelle von Altötting unterblieb, dieses wurde in einer Urne ebenfalls in St. Bonifaz beigesetzt. Ebenso wurde Thereses Zinksarg unter den Sarkophag ihres Mannes in eine eigene Gruft überführt.
Im Jahr 2002 wurde Therese aus ihrem Sarg neben ihren Mann in einen Marmorsarkophag umgebettet und erfuhr eine späte Rehabilitation. Der evangelische Landesbischof Johannes Friedrich und Altabt Odilo Lechner segneten am 11. November 2002 das Grab unter Anwesenheit von Mitgliedern des Hauses Wittelsbach, darunter auch Franz Herzog von Bayern.

## Nachkommen
Aus der Ehe mit Ludwig gingen neun Kinder hervor:

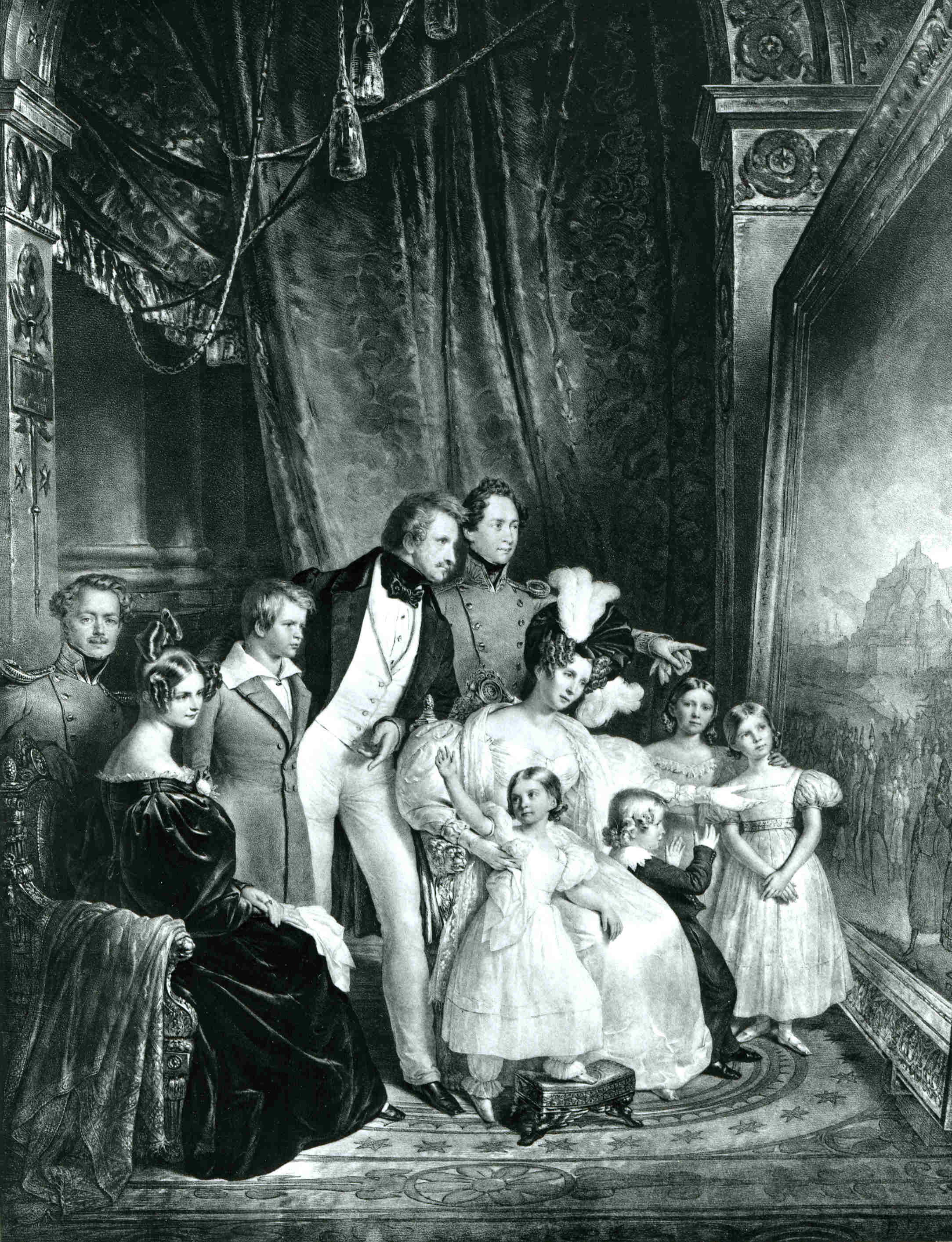
Königin Therese im Kreise ihrer Familie, Lithographie nach einer Zeichnung von Gottlieb Bodmer

- Maximilian II. (1811–1864) ⚭ 1842 Prinzessin Marie Friederike von Preußen (1825–1889);
- Mathilde Karoline von Bayern (1813–1862) ⚭ 1833 Großherzog Ludwig III. von Hessen und bei Rhein (1806–1877);
- Otto I. (1815–1867) ⚭ 1836 Herzogin Amalie von Oldenburg (1818–1875);
- Theodolinde Charlotte Luise (1816–1817);
- Luitpold, Prinzregent von Bayern (1821–1912) ⚭ 1844 Erzherzogin Auguste Ferdinande von Österreich-Toskana (1825–1864);
- Adelgunde Auguste Charlotte (1823–1914) ⚭ 1842 Erzherzog Franz V. von Österreich-Modena (1819–1875);
- Hildegard Louise Charlotte (1825–1864) ⚭ 1844 Erzherzog Albrecht von Österreich (1817–1895);
- Alexandra Amalie (1826–1875), Oberste Vorsteherin und Äbtissin der königlichen Damenstifte zur Heiligen Anna in München und Würzburg, Schriftstellerin;
- Adalbert Wilhelm (1828–1875) ⚭ 1856 Infantin Amalia Felipe Pilar von Spanien (1834–1905).

## Vorfahren
| Ahnentafel Königin Therese von Bayern                                         | Ahnentafel Königin Therese von Bayern | Ahnentafel Königin Therese von Bayern | Ahnentafel Königin Therese von Bayern | Ahnentafel Königin Therese von Bayern | Ahnentafel Königin Therese von Bayern | Ahnentafel Königin Therese von Bayern | Ahnentafel Königin Therese von Bayern | Ahnentafel Königin Therese von Bayern |
| ----------------------------------------------------------------------------- | --- | --- | --- | --- | --- | --- | --- | --- |
| Urgroßeltern                                                                  | Herzog Ernst Friedrich II. von Sachsen-Hildburghausen (1707–1745) ⚭ 1726 Gräfin Karoline zu Erbach-Fürstenau (1700–1758)                                        | Herzog Ernst Friedrich II. von Sachsen-Hildburghausen (1707–1745) ⚭ 1726 Gräfin Karoline zu Erbach-Fürstenau (1700–1758)                                        | Herzog Ernst August I. von Sachsen-Weimar-Eisenach (1688–1748) ⚭ 1734 Prinzessin Sophie Charlotte von Brandenburg-Bayreuth (1713–1747)                          | Herzog Ernst August I. von Sachsen-Weimar-Eisenach (1688–1748) ⚭ 1734 Prinzessin Sophie Charlotte von Brandenburg-Bayreuth (1713–1747)                          | Prinz Karl (Friedrich Ludwig) zu Mecklenburg (1708–1752) ⚭ 1735 Prinzessin Elisabeth Albertine von Sachsen-Hildburghausen (1713–1761)                           | Prinz Karl (Friedrich Ludwig) zu Mecklenburg (1708–1752) ⚭ 1735 Prinzessin Elisabeth Albertine von Sachsen-Hildburghausen (1713–1761)                           | Prinz Georg Wilhelm von Hessen-Darmstadt (1722–1782) ⚭ 1748 Gräfin Maria Luise Albertine zu Leiningen-Dagsburg-Falkenburg (1729–1818)                           | Prinz Georg Wilhelm von Hessen-Darmstadt (1722–1782) ⚭ 1748 Gräfin Maria Luise Albertine zu Leiningen-Dagsburg-Falkenburg (1729–1818)                           |
| Großeltern                                                                    | Herzog Ernst Friedrich III. Carl von Sachsen-Hildburghausen (1727–1780) ⚭ 1758 Prinzessin Ernestine Auguste Sophie von Sachsen-Weimar-Eisenach (1740–1786)      | Herzog Ernst Friedrich III. Carl von Sachsen-Hildburghausen (1727–1780) ⚭ 1758 Prinzessin Ernestine Auguste Sophie von Sachsen-Weimar-Eisenach (1740–1786)      | Herzog Ernst Friedrich III. Carl von Sachsen-Hildburghausen (1727–1780) ⚭ 1758 Prinzessin Ernestine Auguste Sophie von Sachsen-Weimar-Eisenach (1740–1786)      | Herzog Ernst Friedrich III. Carl von Sachsen-Hildburghausen (1727–1780) ⚭ 1758 Prinzessin Ernestine Auguste Sophie von Sachsen-Weimar-Eisenach (1740–1786)      | Großherzog Karl II. von Mecklenburg-Strelitz (1741–1816) ⚭ 1768 Prinzessin Friederike Caroline Luise von Hessen-Darmstadt (1752–1782)                           | Großherzog Karl II. von Mecklenburg-Strelitz (1741–1816) ⚭ 1768 Prinzessin Friederike Caroline Luise von Hessen-Darmstadt (1752–1782)                           | Großherzog Karl II. von Mecklenburg-Strelitz (1741–1816) ⚭ 1768 Prinzessin Friederike Caroline Luise von Hessen-Darmstadt (1752–1782)                           | Großherzog Karl II. von Mecklenburg-Strelitz (1741–1816) ⚭ 1768 Prinzessin Friederike Caroline Luise von Hessen-Darmstadt (1752–1782)                           |
| Eltern                                                                        | Herzog Friedrich von Sachsen-Hildburghausen (ab 1826 Herzog von Sachsen-Altenburg) (1763–1834) ⚭ 1785 Prinzessin Charlotte von Mecklenburg-Strelitz (1769–1818) | Herzog Friedrich von Sachsen-Hildburghausen (ab 1826 Herzog von Sachsen-Altenburg) (1763–1834) ⚭ 1785 Prinzessin Charlotte von Mecklenburg-Strelitz (1769–1818) | Herzog Friedrich von Sachsen-Hildburghausen (ab 1826 Herzog von Sachsen-Altenburg) (1763–1834) ⚭ 1785 Prinzessin Charlotte von Mecklenburg-Strelitz (1769–1818) | Herzog Friedrich von Sachsen-Hildburghausen (ab 1826 Herzog von Sachsen-Altenburg) (1763–1834) ⚭ 1785 Prinzessin Charlotte von Mecklenburg-Strelitz (1769–1818) | Herzog Friedrich von Sachsen-Hildburghausen (ab 1826 Herzog von Sachsen-Altenburg) (1763–1834) ⚭ 1785 Prinzessin Charlotte von Mecklenburg-Strelitz (1769–1818) | Herzog Friedrich von Sachsen-Hildburghausen (ab 1826 Herzog von Sachsen-Altenburg) (1763–1834) ⚭ 1785 Prinzessin Charlotte von Mecklenburg-Strelitz (1769–1818) | Herzog Friedrich von Sachsen-Hildburghausen (ab 1826 Herzog von Sachsen-Altenburg) (1763–1834) ⚭ 1785 Prinzessin Charlotte von Mecklenburg-Strelitz (1769–1818) | Herzog Friedrich von Sachsen-Hildburghausen (ab 1826 Herzog von Sachsen-Altenburg) (1763–1834) ⚭ 1785 Prinzessin Charlotte von Mecklenburg-Strelitz (1769–1818) |
| Prinzessin Therese von Sachsen-Hildburghausen, Königin von Bayern (1792–1854) | | | | | | | | |

## Rezeption und Nachleben
Zahlreiche Straßen, Plätze, Brücken, Gebäude, Erziehungs- und Bildungsanstalten sind nach Therese benannt, darunter die Theresienwiese, die Theresienstraße und das Theresien-Gymnasium in München, der Bürgerpark Theresienstein in Hof, die Theresienklause bei Marktschellenberg und die Glashütte Theresienthal. In der Kurstadt Bad Kissingen initiierte sie zusammen mit ihrem Mann im Jahre 1839 die Theresienspitalstiftung. Aus Anlass ihrer Eheschließung feiert man das Oktoberfest in München und seit 1991 das Theresienfest in Hildburghausen.
Etwa siebzig Gedichte und einige Sonette Ludwigs I. von Bayern waren seiner Ehefrau gewidmet. Auch der Dichter Friedrich Rückert widmete ihr Gedichte. Therese wurde mehrfach porträtiert, zu den bekanntesten Gemälden gehören die des Malers Joseph Karl Stieler und der Julie Gräfin von Egloffstein. Das Stieler-Gemälde wurde durch einen Stich und eine Lithographie weit verbreitet und sehr populär. Im Zentrum dargestellt ist Therese auch auf dem Gemälde Grundsteinlegung der Gaibacher Konstitutionssäule (1822/1823) des Malers Peter von Hess zu sehen.
Im Rahmen der Reihe Königreich Bayern produzierte Anita Eichholz für den Bayerischen Rundfunk 2006 den Film Königin Therese. In diesem Beitrag werden, neben ihrer „gar nicht so unglücklichen Ehe“, das soziale Wirken, die gewandte Diplomatie und die große Beliebtheit der Königin betont.